# 惠安站

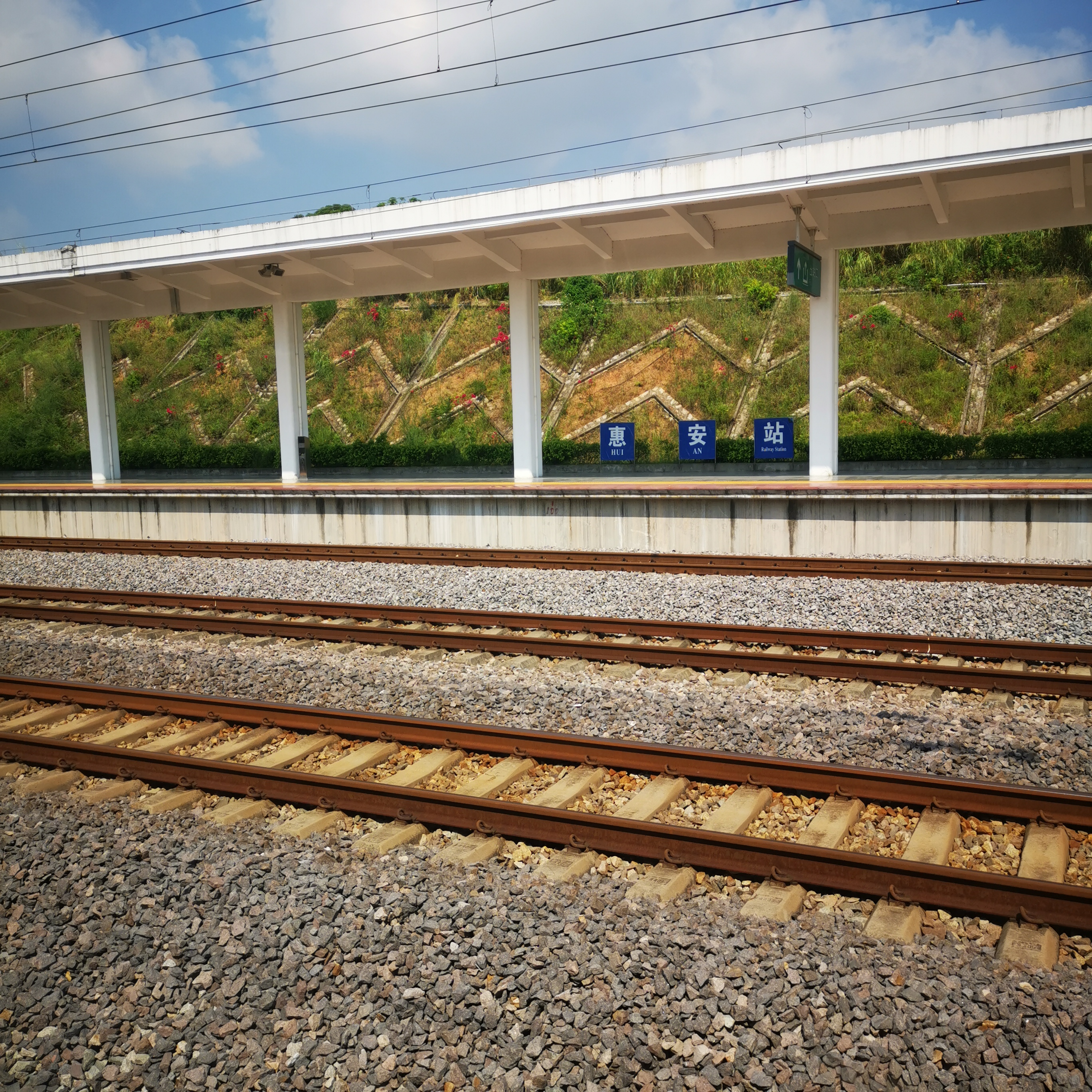
惠安站月台

惠安站，前称惠安西站，是福厦铁路上的一座车站。车站位于福建省泉州市惠安县紫山镇赤土仕尾村，设2台4线，建筑面积3693平方米。车站于2015年2月4日投入运营。

## 车站结构
| 地上 二楼 |          | 二层候车区、站台层 人行天桥 |
| 地上 二楼 | 侧式站台 |                             |
| 地上 二楼 | 1站台    | 到发线                      |
| 地上 二楼 | 通过线   | 福厦铁路下行线              |
| 地上 二楼 | 通过线   | 福厦铁路上行线              |
| 地上 二楼 | 2站台    | 到发线                      |
| 地上 二楼 | 侧式站台 |                             |

| 地上 一楼 | 联外区 | 进出站口、一层候车区、售票处、商店 公交始末站，出租车停靠点 |